# 편리 공생

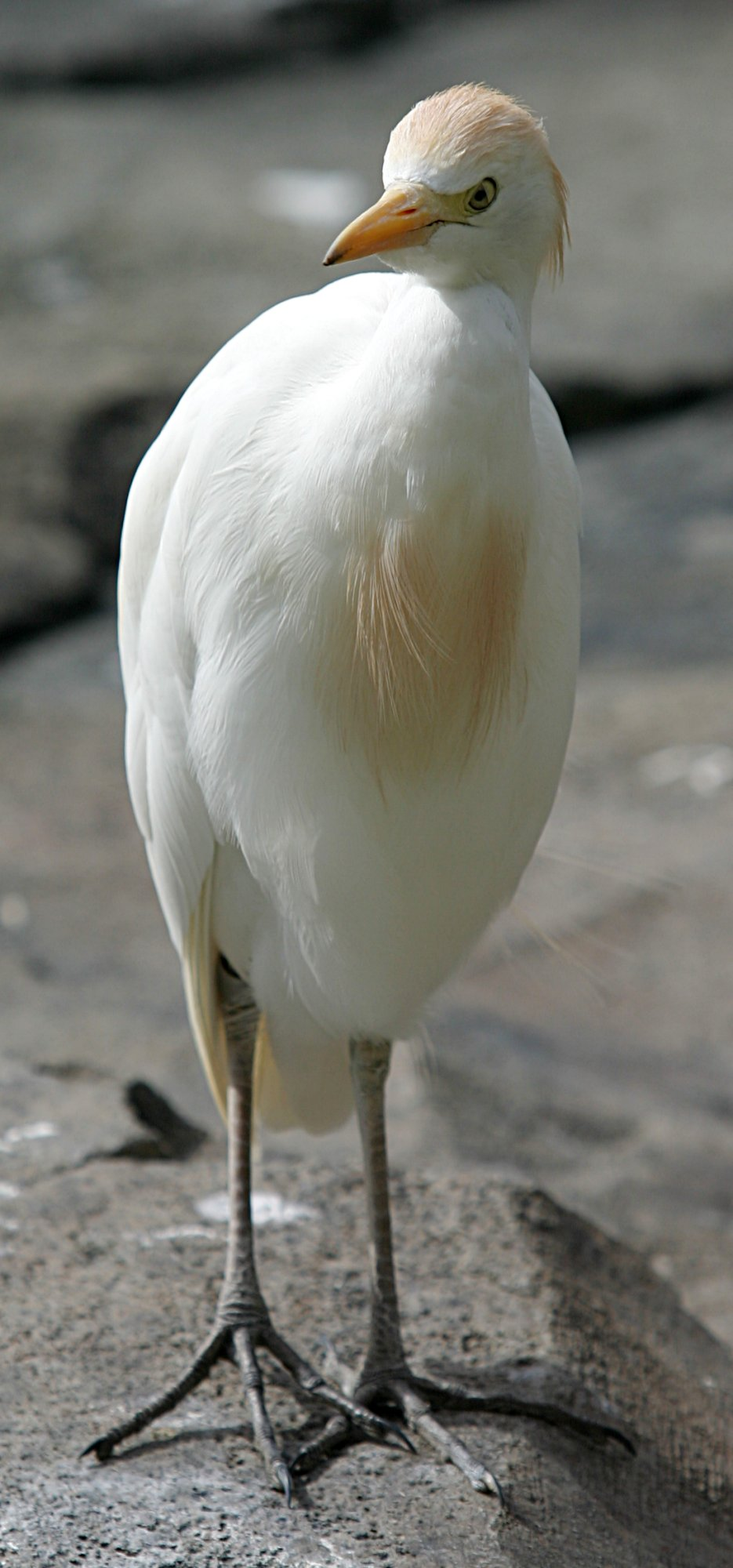
황로(Bubulcus ibis)는 편리공생의 고전적인 예이다. 소나 말 사이에서 벌레를 잡아먹고 산다.

편리공생(片利共生, Commensalism)이란 생물학에서 둘 이상의 개체가 함께 살아가고 있을 때에, 두 개체중의 하나가 이익을 얻고 다른 개체는 영향을 받지 않는 공생 관계이다. 예로 일반 상어와 빨판상어, 고래의 피부에 사는 따개비가 있다.
다른 공생의 형태로 상리 공생, 편해 공생, 기생이 있다.
편리공생(Commensalism)이라는 단어는 commensal(식사를 같이하는 친구들이라는 뜻)이라는 영어 단어에서 유래되었다. 그리고 그 "Commensal"라는 단어는 라틴어의 com mensa ("테이블을 공유하는"의 뜻)에서 유래한다.

## 편리공생의 유형

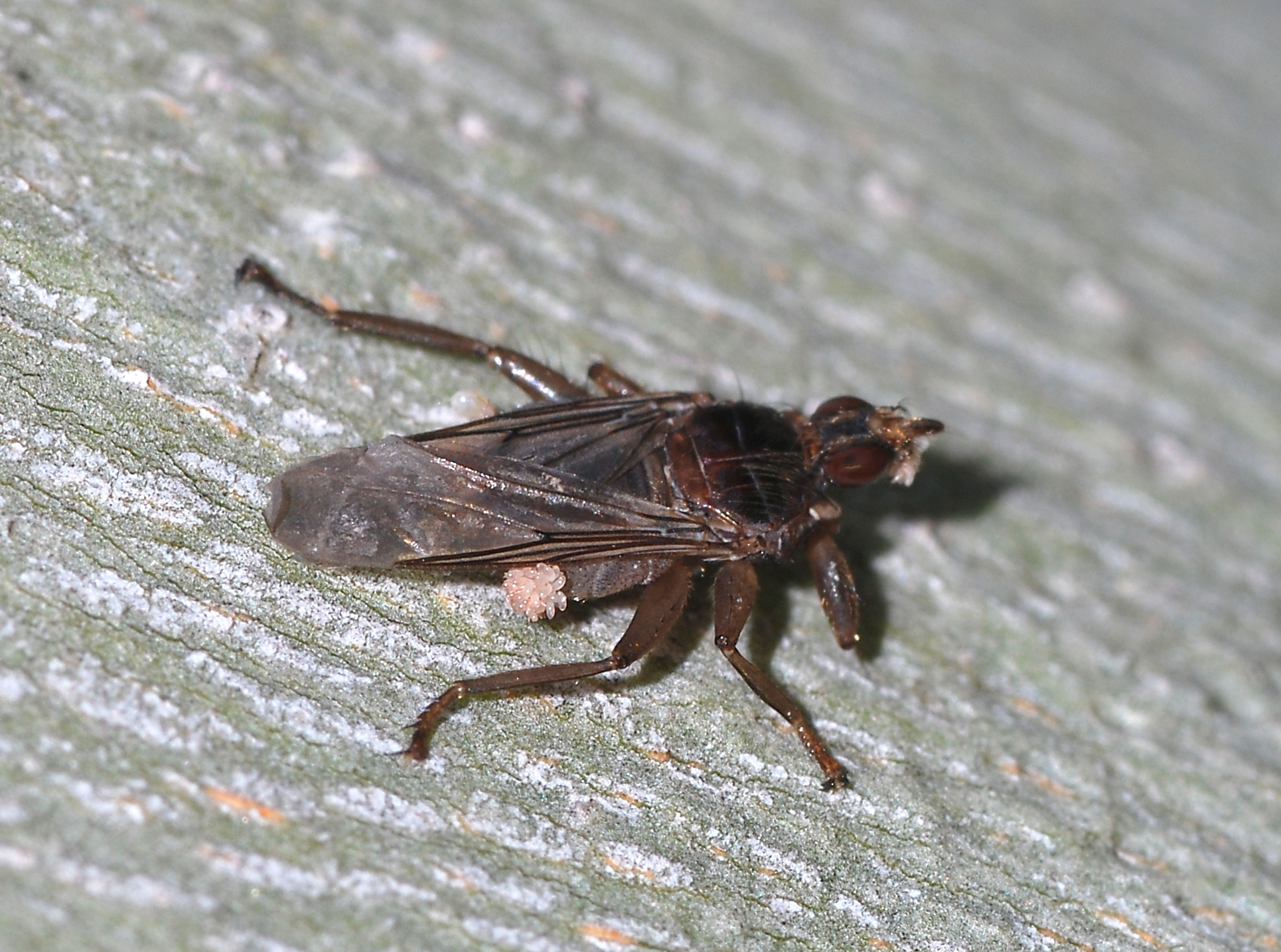
파리에 붙어 있는 진드기

편리 공생에 포함되는 것 중에는 장기간 의존성이 지속되는 것으로부터, 단기간의 공생 관계로 끝나는 것까지 다양한 종류가 있다.
- 편승 (Phoresy)

단순히 이동을 위해서 한 종이 다른 종에 붙어 있는 관계를 말한다. 예를 들어, 곤충(딱정벌레, 파리, 벌 등)에 달라붙는 진드기 및 포유류와 딱정벌레에 달라붙는 게벌레, 조류에 달라붙는 노래기 등이 있다. 이 편승은 반드시 행해지는 경우와 환경 조건에 따라 수행되는 경우가 있다.
- 착생 (Inquilinism)

다른 생물을 주거지로 생활하는 유형의 편리공생을 말한다. 나무에 착생하는 난초과와 나무 가지에 정착하는 조류 등을 예로 들 수 있다.
- 변태공생 (Metabiosis)

더 간접적인 편리공생의 종류로, 어떤 종류의 시체 등 다른 생물이 이용하는 관계를 말한다. 예를 들어, 고둥의 껍질을 이용하는 소라게 등을 들 수 있다.
예를 들어, 착생 식물이 나무에 붙어 생활하는 것으로, 숙주 나무가 착생 식물의 잎으로 덮여 광합성을 방해받는 것 또한 있을 수 있다. 그러면 착생 식물은 기생 식물에 대해 "영양을 뺏는 도적"이라고 할 수 있다. 이 경우 이 관계는 편해공생이라고 할 수 있다.
마찬가지로 파리에 붙어 이동하는 진드기는 파리의 비행에 방해가 된다고 할 수 있다. 진드기에 의해 파리가 비행하는데 여분의 에너지가 더 소비되면 이것도 편해공생이라고 할 수 있다.

## 같이 보기
- 생물 사이의 상호 작용
- 공생
  - 상리공생
  - 기생 (생물학)
- 빨판상어